# Milicz (gmina)
Milicz – gmina miejsko-wiejska w województwie dolnośląskim, w powiecie milickim. W latach 1975–1998 gmina położona była w województwie wrocławskim.
Siedziba gminy to Milicz.
Według danych z 30 czerwca 2004 gminę zamieszkiwało 24 308 osób. Natomiast według danych z 30 czerwca 2020 roku gminę zamieszkiwały 24 174 osoby.
1 września 1977 do gminy Milicz włączono wsie Brzezina Sułowska, Dunkowa, Gruszeczka, Łąki, Miłosławice, Piotrkosice, Poradów, Pracze, Ruda Sułowska, Słączno, Sulimierz-Sułów i Węgrzynów ze zniesionej gminy Sułów. 1 stycznia 1996 do gminy Milicz włączono ponadto wsie Baranowice, Grabówka, Olsza i Wilkowo z gminy Żmigród (należały one także do gminy Sułów w latach 1973–1977).

## Struktura powierzchni
Według danych z roku 2002 gmina Milicz ma obszar 435,61 km², w tym:
- użytki rolne: 41%
- użytki leśne: 43%

Gmina stanowi 60,92% powierzchni powiatu.

## Demografia

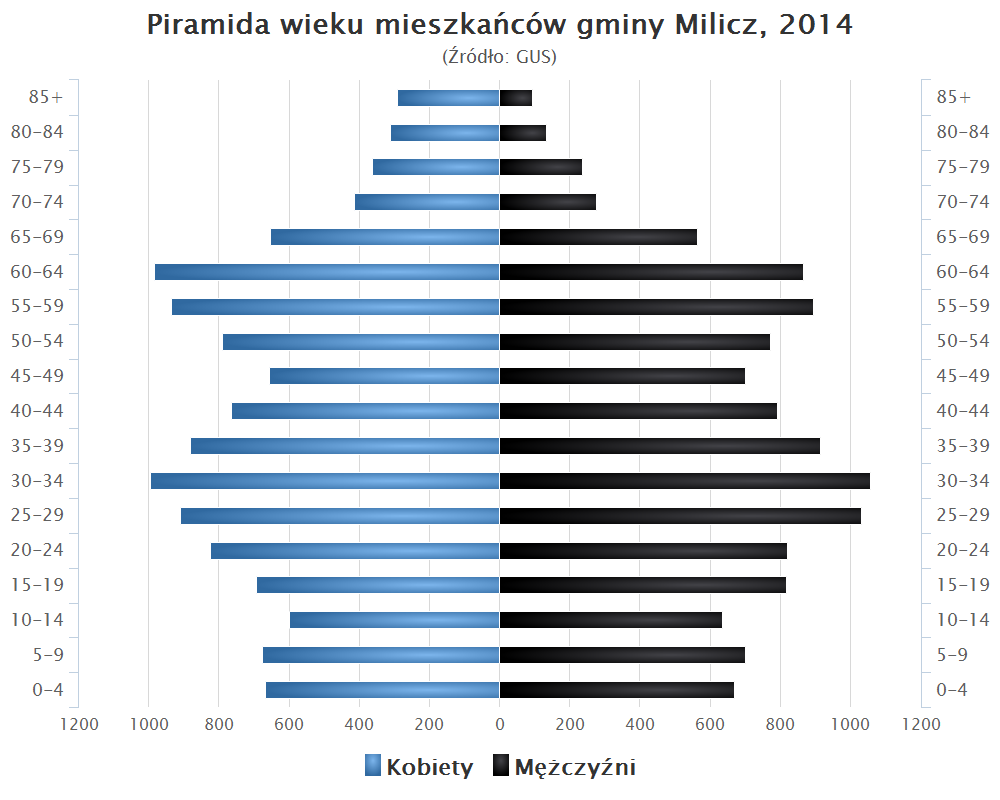
Piramida wieku mieszkańców gminy Milicz w 2014 roku

Dane z 30 czerwca 2004:
| Opis                              | Ogółem | Ogółem | Kobiety | Kobiety | Mężczyźni | Mężczyźni |
| --------------------------------- | ------ | ------ | ------- | ------- | --------- | --------- |
| jednostka                         | osób   | %      | osób    | %       | osób      | %         |
| populacja                         | 24 308 | 100    | 12 224  | 50,3    | 12 084    | 49,7      |
| gęstość zaludnienia (mieszk./km²) | 55,8   | 55,8   | 28,1    | 28,1    | 27,7      | 27,7      |

## Ochrona przyrody
Na obszarze gminy znajdują się następujące rezerwaty przyrody:
- rezerwat przyrody Wzgórze Joanny – chroni wyspowe stanowisko buka na wschodniej granicy zasięgu oraz znaleziska prehistoryczne;
- częściowo rezerwat przyrody Stawy Milickie – chroni unikatowy w skali kraju i Europy obszar wodno-błotny. Składa się z 5 kompleksów stawowych, lasów i innych gruntów o łącznej powierzchni 5324 ha.

## Sąsiednie gminy
Cieszków, Jutrosin, Krośnice, Odolanów, Pakosław, Rawicz, Sośnie, Sulmierzyce, Trzebnica, Zawonia, Zduny, Żmigród

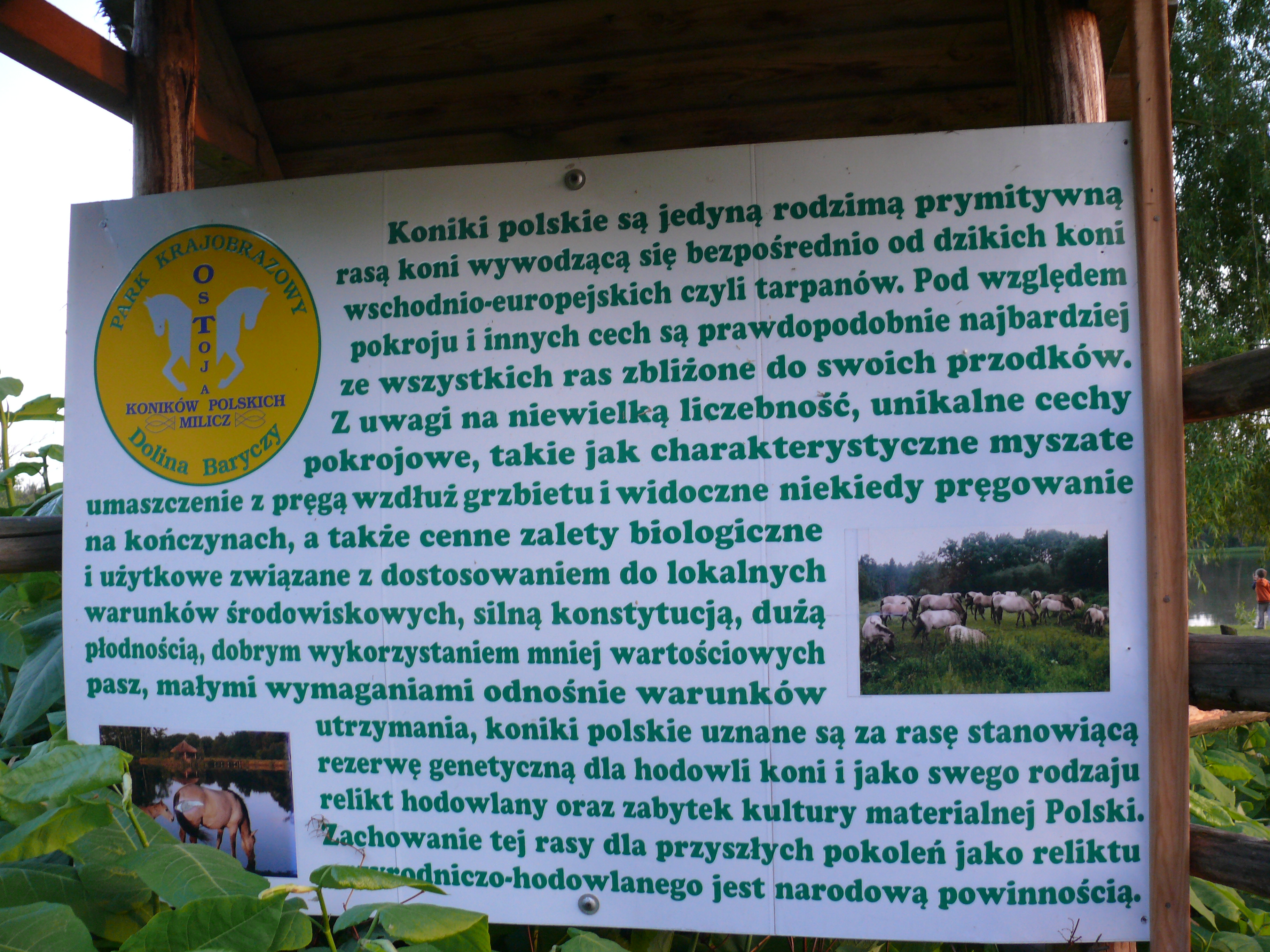
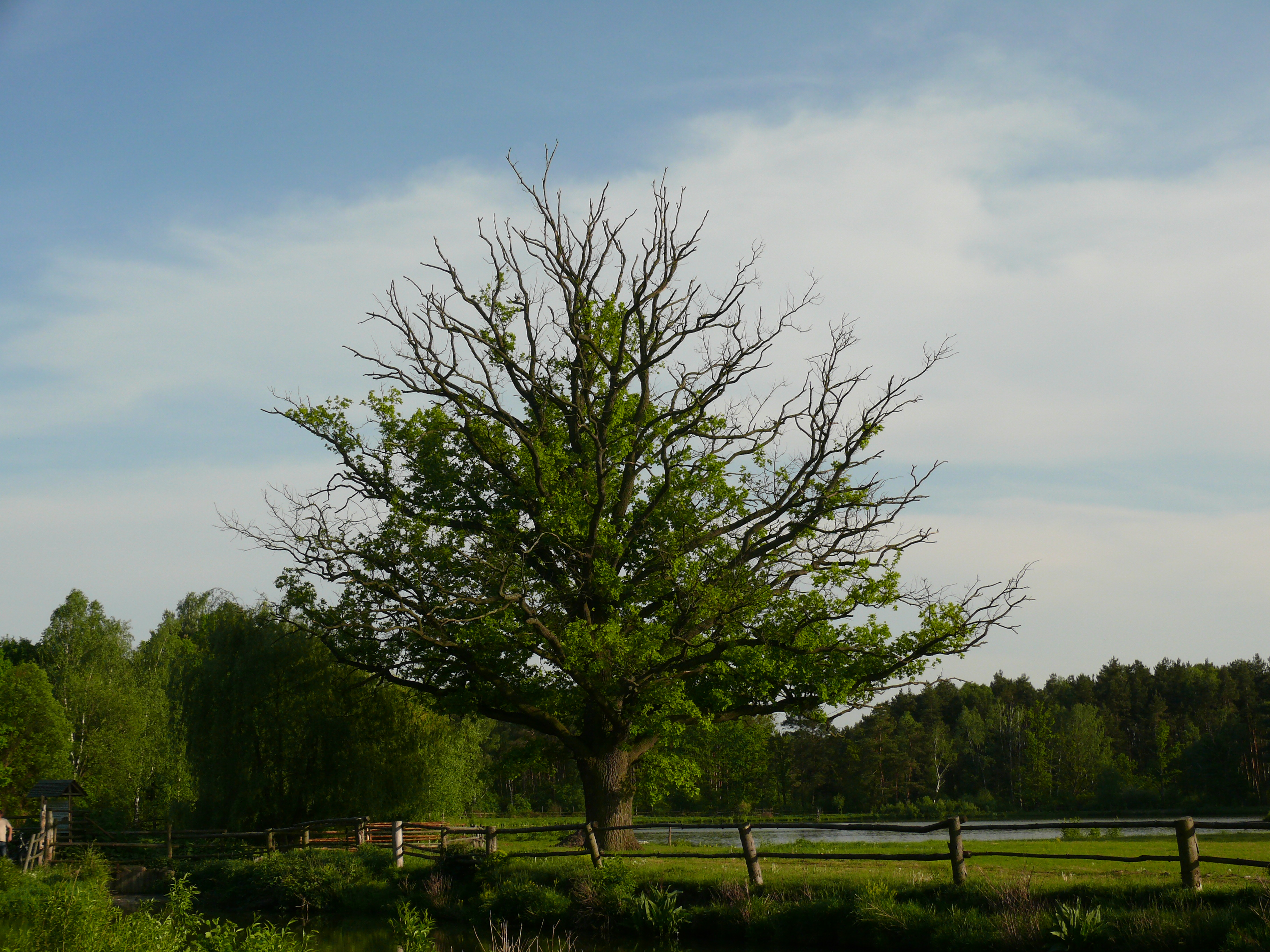
Ostoja konika polskiego
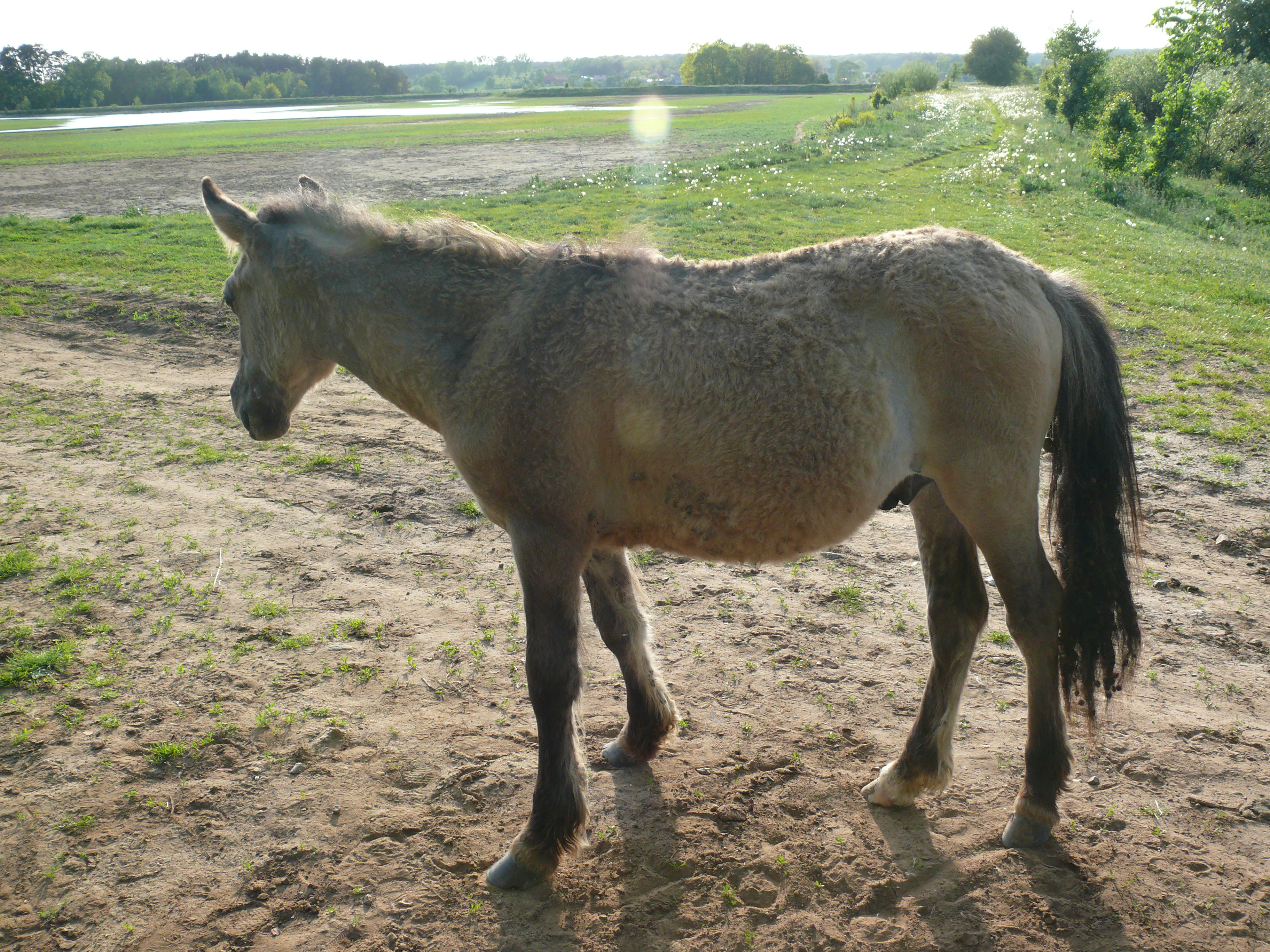
Konik polski

## Miasta partnerskie
- Lohr am Main
- Kobuleti